# Улувкі
Улувкі (пол. Ułówki) — озеро в Елцькому поозер'ї, гміна Старі Юхи,  Елцький повіт, Вармінсько-Мазурське воєводство, Польща. Розташоване приблизно за 12 км від Елку. Площа озера 265 га, максимальна довжина 4350 м, ширина 1150 м, середня глибина 9,2 м, максимальна глибина 25,5 м.
Озеро має сильно розвинену берегову лінію та різноманітне дном. Береги переважно урвисті, переважно досить високі, особливо в околицях села Ґорло. На озері є один острів площею 0,7 га, розташований у його східній частині.
Улувкі - це західне відгалуження озера Ласьмяди, при селах Ґорло та Ласьмяди. У західній частині воно з'єднується з озером Реконти. Озеро знаходиться в зоні тиші.
Озеро Улувкі з'єднане тунелем з озером Шустак.